# Predrag Nikolić
Predrag Nikolić (* 11. September 1960 in Bosanski Šamac, Jugoslawien) ist ein bosnischer Schach-Großmeister.

## Leben
Nikolić spielte erstmals 1979 bei der Jugoslawischen Meisterschaft mit und teilte Platz 2 bis 4. Ein Jahr darauf gewann er die Landesmeisterschaft und wiederholte 1984 seinen Erfolg. 1980 spielte er erstmals für die jugoslawische Nationalmannschaft auf der Schacholympiade auf Malta, im selben Jahr erhielt er von der FIDE den Titel Internationaler Meister verliehen. 1983 wurde er Großmeister und gewann im selben Jahr das Turnier von Sarajevo. 1984 siegte Nikolić in Novi Sad, 1986 in Reykjavík, 1987 wieder in Sarajevo. Beim Interzonenturnier von Zagreb verpasste er nur knapp die Qualifikation zum Kandidatenturnier und wurde geteilter 4 bis 6. 1989 gewann er gemeinsam mit Viswanathan Anand, Zoltán Ribli und Gyula Sax das Traditionsturnier von Wijk aan Zee, im selben Jahr gewann er das Milan-Vidmar-Memorial in Portorož/Ljubljana.
Beim Interzonenturnier von Manila 1990 gelang ihm erstmals die Qualifikation zum Kandidatenturnier: Er teilte Platz 4 bis 11. Im Achtelfinale der Kandidatenkämpfe schied er 1991 in Sarajevo gegen Boris Gelfand aus. Der Wettkampf endete 4:4 (+2 =4 −2), doch gewann Gelfand von den zwei Stichpartien im Schnellschach eine, während die andere remis wurde. Im selben Jahr bezwang Nikolić in einem Wettkampf in São Paulo den sensationell wieder zum Schach zurückgekehrten Brasilianer Henrique da Costa Mecking mit 3,5:2,5 (+1 =5 −0). Ebenfalls 1991 gewann er die hochkarätigen Turniere von Bled und Rogaška Slatina.
Während seines Aufenthaltes beim Turnier von Buenos Aires 1992 (2. Platz) brach der Bosnienkrieg aus. Nikolić nahm daraufhin 1993 seinen neuen Wohnsitz, gemeinsam mit dem Bosnier Ivan Sokolov, in den Niederlanden. 1994 siegte er erneut in Wijk aan Zee und beteiligte sich 1997 an der Niederländischen Landesmeisterschaft, bei der er gemeinsam mit Jan Timman in Rotterdam Erster wurde. Den anschließenden Stichkampf gewann Nikolić mit 2,5:1,5 (+1 =3 −0), ebenfalls in Rotterdam. 1998 wurde er bei der Landesmeisterschaft Dritter, 1999 erneut Sieger. Nikolić, der auf den Schacholympiaden für Bosnien und Herzegowina antritt aber weiterhin in den Niederlanden (Oegstgeest) lebt, nahm an keinen weiteren Meisterschaften seines Gastlandes teil. 2002 und 2003 siegte er in Selfoss, jeweils gemeinsam mit seinem Landsmann Ivan Sokolov. 2004 feierte er den größten Erfolg seiner Karriere, als er gemeinsam mit Wassyl Iwantschuk in Antalya die Europameisterschaft gewann. Den anschließenden Stichkampf im Schnellschach verlor der Bosnier allerdings mit 0:2. 2007 wurde er in Sarajevo bosnischer Landesmeister.
Im Februar 2015 liegt er hinter Borki Predojević auf dem zweiten Platz der bosnischen Elo-Rangliste, die er lange Zeit angeführt hatte. Im November 2015 gewann Nikolić in Acqui Terme mit 9,5 Punkten aus 11 Partien die Seniorenweltmeisterschaft der Altersklasse 50+.

## Nationalmannschaft
Nikolić nahm mit der jugoslawischen Nationalmannschaft zwischen 1980 und 1990 an fünf Schacholympiaden, mit der bosnischen Nationalmannschaft zwischen 1992 und 2008 an sieben Schacholympiaden teil. Mit der Mannschaft erreichte er 1980 den dritten und 1994 den zweiten Platz, in der Einzelwertung erreichte er 1980 das beste Ergebnis am zweiten Reservebrett. Bei der Mannschaftsweltmeisterschaft 1989 erreichte er mit Jugoslawien den zweiten Platz und erzielte das zweitbeste Einzelergebnis am zweiten Brett. Viermal nahm Nikolić an Mannschaftsmeisterschaft im Schach teil, 1983 wurde er mit Jugoslawien Zweiter und erreichte das beste Einzelergebnis am dritten Brett, 1992, 1997 und 1999 vertrat er Bosnien und Herzegowina.

## Vereine

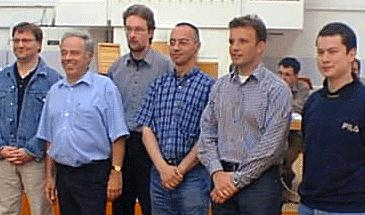
Die Solinger Mannschaft (2002), links Bernd Schneider, in der Mitte Predrag Nikolić und rechts Joël Lautier.

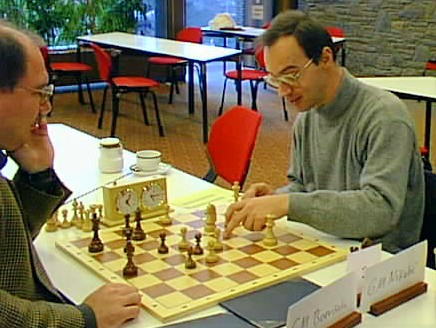
Uwe Bönsch und Predrag Nikolić, Schachbundesliga 1998 in Solingen

In der bosnischen Premijer Liga spielte Nikolić 2002, 2004 und 2005 für den ŠK Kiseljak, 2007 für den ŠK Bihać, 2009 für den TŠK Sloboda Tuzla und von 2011 bis 2013 für den ŠK Bosna Sarajevo, mit dem er 2011 und 2013 Meister wurde.
Nikolić spielt in der deutschen Schachbundesliga seit 1998 für die Schachgesellschaft Solingen, gewann mit ihr die deutsche Blitzmannschaftsmeisterschaft 2002 in Solingen und wurde mit ihr 2016 deutscher Mannschaftsmeister. 
In der niederländischen Meesterklasse spielte er von 2001 bis 2012 für die Hilversums Schaakgenootschap, mit der er 2008, 2009, 2010 und 2011 Meister wurde, seit 2013 spielt er für die Leidsch Schaakgenootschap, mit der er 2018 und 2019 den Titel gewann. In der belgischen Interclubs spielte er bis 2006 für den KSK 47 Eynatten, mit dem er 2005 und 2006 Meister wurde, von 2007 bis 2009 für Cercle Royal des Echecs de Liège et Echiquier Liègeois und von 2011 bis 2013 für Cercle des Echecs de Charleroi, mit denen er 2012 belgischer Mannschaftsmeister wurde. In Frankreich spielte er bis 2005 für Echiquier Niçois, in der schwedischen Elitserien in der Saison 2000/01 für den Kirsebergs SK, und in der kroatischen Mannschaftsmeisterschaft spielt er für die Mannschaft aus Osijek. Nikolić nahm zwischen 1993 und 2011 dreizehnmal am European Club Cup teil und gewann diesen 1994 mit dem ŠK Bosna Sarajevo.